# 강원모
강원모(姜源模, 1964년 1월 22일 ~ )은 인천광역시의회 제 8대 의원이었다. (2018년 7월~2022년 6월) 

## 학력
- 마포고등학교 졸업
- 서울대학교 조경학과 졸업

## 경력
- 국민참여당 인천시당 사무처장
- 정의당 중앙당 정책위원회 정책위원
- 구월힐스테이트 롯데캐슬아파트 1단지 입주자대표회의 회장
- 남동구아파트연합회 회장
- 남동구 탁구연합회 부회장
- 민주평화통일자문회의 인천남동구협회의회 국민소통분과장
- 2018년 7월 1일 ~ 2022년 6월 30일: 제8대 인천광역시의회 의원
- 2020년 7월 2일 ~ 2022년 6월 30일: 제8대 인천광역시의회 후반기 제1부의장

## 역대 선거 결과
|  | 47.88% |

|  | 10.28% |

|  | 65.31% |

|  | 48.46% |